# Cryphia cancellata
Cryphia cancellata là một loài bướm đêm trong họ Noctuidae.